# Centralit
Centralit – niewybuchowa substancja krystaliczna, dodawana do prochów nitroglicerynowych w celu ich stabilizacji i żelatynizacji. W przemyśle stosuje się tzw.  centralit I: N,N'-dietylo-N,N'-difenylomocznik CO[N(C
2H
5)(C
6H
5)]
2 oraz centralit II: N,N'-difenylo-N,N'-dimetylomocznik CO[N(CH
3)(C
6H
5)]
2.